# Eleições autárquicas de 2013 no Porto
As eleições autárquicas de 2013 serviram para eleger os membros dos diferentes órgãos do poder local no Concelho do Porto.
Os resultados deram a vitória ao candidato independente, Rui Moreira, ao conquistar 39,25% dos votos e 6 vereadores. Esta vitória foi considerada surpreendente, visto que, poucas sondagens apontavam tal feito e, ainda mais, sendo um candidato sem apoio partidário numa grande cidade.
O Partido Socialista, apesar da perda de votos e vereadores, conseguiu ficar em segundo lugar, conquistando 22,68% dos votos, facto que, pode ser considerado positivo, dado que, as sondagens apontavam que os socialistas ficariam no terceiro lugar.
O Partido Social Democrata e o seu candidato, Luís Filipe Menezes, foram os grandes derrotados, perdendo a presidência local, conquistada em 2001, ficando-se pelo terceiro lugar, com, apenas, 21,06% dos votos. Para esta derrota pesada do PSD, muito contribui o não-apoio de Rui Rio, presidente da Câmara até às eleições, ao candidato do seu partido.
Por fim, de realçar, a manutenção de 1 vereador pela Coligação Democrática Unitária e, o falhanço do Bloco de Esquerda em eleger 1 vereador.

## Listas e Candidatos
| Lista | Lista                          | Candidato           |
| ----- | ------------------------------ | ------------------- |
|       | O Nosso Partido é o Porto      | Rui Moreira         |
|       | Partido Socialista             | Manuel Pizarro      |
|       | PSD-PPM-MPT                    | Luís Filipe Menezes |
|       | Coligação Democrática Unitária | Pedro Carvalho      |
|       | Bloco de Esquerda              | José Soeiro         |
|       | Nuno Cardoso, Porto de Futuro  | Nuno Cardoso        |
|       | PCTP/MRPP                      | José Santos         |
|       | Partido Trabalhista Português  | José Pereira        |

## Sondagens
| Data       | Fonte       | %            | V            | %    | V   | %       | V       | %   | V  | %        | V   | %      | V      | Vantagem |
| ---------- | ----------- | ------------ | ------------ | ---- | --- | ------- | ------- | --- | -- | -------- | --- | ------ | ------ | -------- |
| Data       | Fonte       | PSD-PPM- MPT | PSD-PPM- MPT | PS   | PS  | PCP-PEV | PCP-PEV | BE  | BE | NPP      | NPP | Outros | Outros | Vantagem |
| 29-09-2013 | Autárquicas | 21,1         | 3            | 22,7 | 3   | 7,4     | 1       | 3,6 | 0  | 39,3     | 6   | 6,0    | 0      | 16,6     |
| 23-09-2013 | [ 10 ]      | 26,9         | 4            | 24,1 | 4   | 10,5    | 1       | 4,5 | 0  | 26,5 (4) | 4   | 7,5    | 0      | 0,4      |
| 21-09-2013 | Aximage     | 27,5         |              | 28,1 |     | 8,3     |         | 4,1 |    | 29,2     |     | 2,8    |        | 1,1      |
| 21-09-2013 | UC          | 26,0         |              | 24,0 |     | 9,0     |         | 5,0 |    | 29,0     |     | 7,0    |        | 3,0      |
| 21-09-2013 | ERC         | 37,5         |              | 26,6 |     | 8,1     |         | 5,0 |    | 14,4     |     | 8,4    |        | 10,9     |
| 28-07-2013 | [ 11 ]      | 32,5         | 5            | 22,5 | 3   | 8,4     | 1       | 4,8 | 0  | 25,2     | 4   | 6,6    | 0      | 7,3      |
| 29-06-2013 | ERC         | 39,6         |              | 24,9 |     | 4,9     |         | 4,7 |    | 16,2     |     | 9,7    |        | 14,7     |
| 02-06-2013 | [ 12 ]      | 33,0         | 5            | 24,8 | 3/4 | 10,2    | 1       | 4,3 | 0  | 25,0     | 3/4 | 2,7    | 0      | 8,0      |
| 13-04-2013 | ERC         | 41,0         |              | 21,8 |     | 9,5     |         | 6,0 |    | 17,2     |     | 4,4    |        | 19,2     |
| 11-10-2009 | Autárquicas | 47,5         | 7            | 34,7 | 5   | 9,8     | 1       | 5,0 | 0  |          |     | 3,1    | 0      | 12,8     |

## Tabela de resultados
Os resultados para os diferentes órgãos do poder local no Concelho do Porto foram os seguintes:

### Câmara Municipal
| Partido                 | Partido                        | Votos   | %               | +/-   | Vereadores | +/-     |
| ----------------------- | ------------------------------ | ------- | --------------- | ----- | ---------- | ------- |
|                         | O Nosso Partido é o Porto      | 45 411  | 39,25 / 100,00  | Novo  | 6 / 13     | Novo    |
|                         | Partido Socialista             | 26 237  | 22,68 / 100,00  | 12,02 | 3 / 13     | 2       |
|                         | PSD-PPM-MPT                    | 24 366  | 21,06 / 100,00  | Novo  | 3 / 13     | Novo    |
|                         | Coligação Democrática Unitária | 8 539   | 7,38 / 100,00   | 2,42  | 1 / 13     | Estável |
|                         | Bloco de Esquerda              | 4 166   | 3,60 / 100,00   | 1,38  | 0 / 13     | Estável |
|                         | Nuno Cardoso, Porto de Futuro  | 1 255   | 1,08 / 100,00   | Novo  | 0 / 13     | Novo    |
|                         | PCTP/MRPP                      | 343     | 0,30 / 100,00   | 0,40  | 0 / 13     | Estável |
|                         | Partido Trabalhista Português  | 279     | 0,24 / 100,00   | -     | 0 / 13     | -       |
| Votos Inválidos         | Votos Inválidos                | 5 102   | 4,41 / 100,00   | 2,06  |            |         |
| Total                   | Total                          | 115 698 | 100,00 / 100,00 |       | 13 / 13    |         |
| Eleitorado/Participação | Eleitorado/Participação        | 219 949 | 52,60 / 100,00  | 4,15  |            |         |

### Assembleia Municipal
| Partido                 | Partido                        | Votos   | %               | +/-   | Deputados | +/-     |
| ----------------------- | ------------------------------ | ------- | --------------- | ----- | --------- | ------- |
|                         | O Nosso Partido é o Porto      | 40 134  | 34,69 / 100,00  | Novo  | 15 / 39   | Novo    |
|                         | Partido Socialista             | 27 413  | 23,70 / 100,00  | 10,05 | 10 / 39   | 4       |
|                         | PSD-PPM-MPT                    | 23 495  | 20,31 / 100,00  | Novo  | 8 / 39    | Novo    |
|                         | Coligação Democrática Unitária | 11 436  | 9,89 / 100,00   | 1,13  | 4 / 39    | Estável |
|                         | Bloco de Esquerda              | 5 760   | 4,98 / 100,00   | 2,54  | 2 / 39    | 1       |
|                         | Nuno Cardoso, Porto de Futuro  | 1 272   | 1,10 / 100,00   | Novo  | 0 / 39    | Novo    |
|                         | Partido Trabalhista Português  | 330     | 0,29 / 100,00   | -     | 0 / 39    | -       |
| Votos Inválidos         | Votos Inválidos                | 5 662   | 5,05 / 100,00   | 2,48  |           |         |
| Total                   | Total                          | 115 682 | 100,00 / 100,00 |       | 39 / 39   |         |
| Eleitorado/Participação | Eleitorado/Participação        | 219 949 | 52,59 / 100,00  | 4,16  |           |         |

### Assembleias de Freguesia
| Partido                 | Partido                        | Votos   | %               | +/-   | Presidentes | Mandatos  | +/-  |
| ----------------------- | ------------------------------ | ------- | --------------- | ----- | ----------- | --------- | ---- |
|                         | Grupo de Cidadãos              | 36 534  | 31,57 / 100,00  | 31,38 | 5 / 7       | 49 / 137  | 49   |
|                         | Partido Socialista             | 30 025  | 25,95 / 100,00  | 9,11  | 1 / 7       | 39 / 137  | 40   |
|                         | PSD-PPM-MPT                    | 25 984  | 22,46 / 100,00  | Novo  | 1 / 7       | 32 / 137  | Novo |
|                         | Coligação Democrática Unitária | 11 266  | 9,74 / 100,00   | 0,44  | 0 / 7       | 12 / 137  | 9    |
|                         | Bloco de Esquerda              | 5 470   | 4,73 / 100,00   | 2,06  | 0 / 7       | 5 / 137   | 3    |
|                         | Partido Trabalhista Português  | 85      | 0,73 / 100,00   | -     | 0 / 7       | 0 / 137   | -    |
| Votos Inválidos         | Votos Inválidos                | 6 344   | 5,48 / 100,00   | 2,12  |             |           |      |
| Total                   | Total                          | 115 708 | 100,00 / 100,00 |       | 7 / 7       | 137 / 137 | 70   |
| Eleitorado/Participação | Eleitorado/Participação        | 219 949 | 52,61 / 100,00  | 4,14  |             |           |      |

## Resultados por Freguesia

### Câmara Municipal
| Freguesia                                                       | %     | %     | %            | %     | %    | %    | %    | %    | Votantes |
| Freguesia                                                       | NPP   | PS    | PSD-PPM- MPT | CDU   | BE   | NCPF | PCTP | PTP  | Votantes |
| --------------------------------------------------------------- | ----- | ----- | ------------ | ----- | ---- | ---- | ---- | ---- | -------- |
| Aldoar, Foz do Douro e Nevogilde                                | 54,68 | 17,04 | 16,59        | 4,36  | 2,68 | 0,78 | 0,19 | 0,07 | 16 063   |
| Bonfim                                                          | 34,95 | 20,05 | 26,82        | 8,01  | 4,11 | 0,93 | 0,38 | 0,19 | 11 821   |
| Campanhã                                                        | 22,69 | 33,02 | 22,73        | 10,65 | 3,10 | 1,62 | 0,49 | 0,38 | 15 725   |
| Cedofeita, Santo Ildefonso, Sé, Miragaia, São Nicolau e Vitória | 36,50 | 21,82 | 22,79        | 7,95  | 4,71 | 1,17 | 0,27 | 0,32 | 18 943   |
| Lordelo do Ouro e Massarelos                                    | 45,47 | 20,40 | 18,25        | 7,35  | 3,39 | 0,95 | 0,30 | 0,16 | 14 149   |
| Paranhos                                                        | 36,80 | 22,68 | 22,70        | 7,46  | 3,67 | 1,14 | 0,29 | 0,29 | 21 747   |
| Ramalde                                                         | 43,93 | 23,11 | 18,09        | 6,08  | 3,44 | 0,93 | 0,20 | 0,21 | 17 250   |
| Porto                                                           | 39,25 | 22,68 | 21,06        | 7,38  | 3,60 | 1,08 | 0,30 | 0,24 | 115 698  |

#### Aldoar, Foz do Douro e Nevogilde
| Partido                 | Partido                        | Votos  | %               | +/-   |
| ----------------------- | ------------------------------ | ------ | --------------- | ----- |
|                         | O Nosso Partido é o Porto      | 8 784  | 54,68 / 100,00  | Novo  |
|                         | Partido Socialista             | 2 737  | 17,04 / 100,00  | 11,97 |
|                         | PSD-PPM-MPT                    | 2 665  | 16,59 / 100,00  | Novo  |
|                         | Coligação Democrática Unitária | 700    | 4,36 / 100,00   | 2,56  |
|                         | Bloco de Esquerda              | 430    | 2,68 / 100,00   | 1,51  |
|                         | Nuno Cardoso, Porto de Futuro  | 125    | 0,78 / 100,00   | Novo  |
|                         | PCTP/MRPP                      | 31     | 0,19 / 100,00   | 0,29  |
|                         | Partido Trabalhista Português  | 12     | 0,07 / 100,00   | -     |
| Votos Inválidos         | Votos Inválidos                | 579    | 3,60 / 100,00   | 1,27  |
| Total                   | Total                          | 16 063 | 100,00 / 100,00 |       |
| Eleitorado/Participação | Eleitorado/Participação        | 26 140 | 61,45 / 100,00  | 2,28  |

#### Bonfim
| Partido                 | Partido                        | Votos  | %               | +/-   |
| ----------------------- | ------------------------------ | ------ | --------------- | ----- |
|                         | O Nosso Partido é o Porto      | 4 131  | 34,95 / 100,00  | Novo  |
|                         | PSD-PPM-MPT                    | 3 170  | 26,82 / 100,00  | Novo  |
|                         | Partido Socialista             | 2 370  | 20,05 / 100,00  | 13,92 |
|                         | Coligação Democrática Unitária | 947    | 8,01 / 100,00   | 1,89  |
|                         | Bloco de Esquerda              | 486    | 4,11 / 100,00   | 1,11  |
|                         | Nuno Cardoso, Porto de Futuro  | 110    | 0,93 / 100,00   | Novo  |
|                         | PCTP/MRPP                      | 45     | 0,38 / 100,00   | 0,18  |
|                         | Partido Trabalhista Português  | 23     | 0,19 / 100,00   | -     |
| Votos Inválidos         | Votos Inválidos                | 539    | 4,56 / 100,00   | 2,24  |
| Total                   | Total                          | 11 821 | 100,00 / 100,00 |       |
| Eleitorado/Participação | Eleitorado/Participação        | 23 479 | 50,35 / 100,00  | 4,95  |

#### Campanhã
| Partido                 | Partido                        | Votos  | %               | +/-   |
| ----------------------- | ------------------------------ | ------ | --------------- | ----- |
|                         | Partido Socialista             | 5 193  | 33,02 / 100,00  | 13,66 |
|                         | PSD-PPM-MPT                    | 3 575  | 22,73 / 100,00  | Novo  |
|                         | O Nosso Partido é o Porto      | 3 568  | 22,69 / 100,00  | Novo  |
|                         | Coligação Democrática Unitária | 1 675  | 10,65 / 100,00  | 0,69  |
|                         | Bloco de Esquerda              | 487    | 3,10 / 100,00   | 2,12  |
|                         | Nuno Cardoso, Porto de Futuro  | 254    | 1,62 / 100,00   | Novo  |
|                         | PCTP/MRPP                      | 77     | 0,49 / 100,00   | 0,46  |
|                         | Partido Trabalhista Português  | 60     | 0,38 / 100,00   | -     |
| Votos Inválidos         | Votos Inválidos                | 836    | 5,31 / 100,00   | 2,71  |
| Total                   | Total                          | 15 725 | 100,00 / 100,00 |       |
| Eleitorado/Participação | Eleitorado/Participação        | 30 398 | 51,73 / 100,00  | 3,21  |

#### Cedofeita, Santo Ildefonso, Sé, Miragaia, São Nicolau e Vitória
| Partido                 | Partido                        | Votos  | %               | +/-   |
| ----------------------- | ------------------------------ | ------ | --------------- | ----- |
|                         | O Nosso Partido é o Porto      | 6 914  | 36,50 / 100,00  | Novo  |
|                         | PSD-PPM-MPT                    | 4 318  | 22,79 / 100,00  | Novo  |
|                         | Partido Socialista             | 4 133  | 21,82 / 100,00  | 13,60 |
|                         | Coligação Democrática Unitária | 1 506  | 7,95 / 100,00   | 2,93  |
|                         | Bloco de Esquerda              | 892    | 4,71 / 100,00   | 0,56  |
|                         | Nuno Cardoso, Porto de Futuro  | 222    | 1,17 / 100,00   | Novo  |
|                         | Partido Trabalhista Português  | 61     | 0,32 / 100,00   | -     |
|                         | PCTP/MRPP                      | 52     | 0,27 / 100,00   | 0,36  |
| Votos Inválidos         | Votos Inválidos                | 845    | 4,46 / 100,00   | 1,92  |
| Total                   | Total                          | 18 943 | 100,00 / 100,00 |       |
| Eleitorado/Participação | Eleitorado/Participação        | 40 454 | 46,83 / 100,00  | 5,69  |

#### Lordelo do Ouro e Massarelos
| Partido                 | Partido                        | Votos  | %               | +/-   |
| ----------------------- | ------------------------------ | ------ | --------------- | ----- |
|                         | O Nosso Partido é o Porto      | 6 434  | 45,47 / 100,00  | Novo  |
|                         | Partido Socialista             | 2 886  | 20,40 / 100,00  | 10,65 |
|                         | PSD-PPM-MPT                    | 2 582  | 18,25 / 100,00  | Novo  |
|                         | Coligação Democrática Unitária | 1 040  | 7,35 / 100,00   | 2,64  |
|                         | Bloco de Esquerda              | 479    | 3,39 / 100,00   | 0,95  |
|                         | Nuno Cardoso, Porto de Futuro  | 135    | 0,95 / 100,00   | Novo  |
|                         | PCTP/MRPP                      | 42     | 0,30 / 100,00   | 0,43  |
|                         | Partido Trabalhista Português  | 23     | 0,16 / 100,00   | -     |
| Votos Inválidos         | Votos Inválidos                | 528    | 3,73 / 100,00   | 1,70  |
| Total                   | Total                          | 14 149 | 100,00 / 100,00 |       |
| Eleitorado/Participação | Eleitorado/Participação        | 25 030 | 56,53 / 100,00  | 3,27  |

#### Paranhos
| Partido                 | Partido                        | Votos  | %               | +/-   |
| ----------------------- | ------------------------------ | ------ | --------------- | ----- |
|                         | O Nosso Partido é o Porto      | 8 002  | 36,80 / 100,00  | Novo  |
|                         | PSD-PPM-MPT                    | 4 936  | 22,70 / 100,00  | Novo  |
|                         | Partido Socialista             | 4 932  | 22,68 / 100,00  | 11,24 |
|                         | Coligação Democrática Unitária | 1 622  | 7,46 / 100,00   | 2,39  |
|                         | Bloco de Esquerda              | 799    | 3,67 / 100,00   | 1,67  |
|                         | Nuno Cardoso, Porto de Futuro  | 248    | 1,14 / 100,00   | Novo  |
|                         | Partido Trabalhista Português  | 63     | 0,29 / 100,00   | -     |
|                         | PCTP/MRPP                      | 62     | 0,29 / 100,00   | 0,55  |
| Votos Inválidos         | Votos Inválidos                | 1 083  | 4,98 / 100,00   | 2,82  |
| Total                   | Total                          | 21 747 | 100,00 / 100,00 |       |
| Eleitorado/Participação | Eleitorado/Participação        | 41 596 | 52,28 / 100,00  | 5,44  |

#### Ramalde
| Partido                 | Partido                        | Votos  | %               | +/-  |
| ----------------------- | ------------------------------ | ------ | --------------- | ---- |
|                         | O Nosso Partido é o Porto      | 7 578  | 43,93 / 100,00  | Novo |
|                         | Partido Socialista             | 3 986  | 23,11 / 100,00  | 8,47 |
|                         | PSD-PPM-MPT                    | 3 120  | 18,09 / 100,00  | Novo |
|                         | Coligação Democrática Unitária | 1 049  | 6,08 / 100,00   | 3,14 |
|                         | Bloco de Esquerda              | 593    | 3,44 / 100,00   | 1,52 |
|                         | Nuno Cardoso, Porto de Futuro  | 161    | 0,93 / 100,00   | Novo |
|                         | Partido Trabalhista Português  | 37     | 0,21 / 100,00   | -    |
|                         | PCTP/MRPP                      | 34     | 0,20 / 100,00   | 0,41 |
| Votos Inválidos         | Votos Inválidos                | 692    | 4,01 / 100,00   | 1,63 |
| Total                   | Total                          | 17 250 | 100,00 / 100,00 |      |
| Eleitorado/Participação | Eleitorado/Participação        | 32 852 | 52,51 / 100,00  | 3,70 |

### Assembleia Municipal
| Freguesia                                                       | %     | %     | %            | %     | %    | %    | %    | Votantes |
| Freguesia                                                       | NPP   | PS    | PSD-PPM- MPT | CDU   | BE   | NCPF | PTP  | Votantes |
| --------------------------------------------------------------- | ----- | ----- | ------------ | ----- | ---- | ---- | ---- | -------- |
| Aldoar, Foz do Douro e Nevogilde                                | 50,04 | 18,59 | 16,60        | 6,09  | 3,64 | 0,83 | 0,15 | 16 064   |
| Bonfim                                                          | 30,42 | 21,03 | 25,94        | 10,52 | 5,65 | 0,96 | 0,22 | 11 822   |
| Campanhã                                                        | 19,45 | 34,89 | 20,55        | 12,81 | 4,35 | 1,51 | 0,38 | 15 726   |
| Cedofeita, Santo Ildefonso, Sé, Miragaia, São Nicolau e Vitória | 31,90 | 22,84 | 21,24        | 11,10 | 6,37 | 1,19 | 0,35 | 18 947   |
| Lordelo do Ouro e Massarelos                                    | 40,78 | 21,02 | 17,65        | 10,31 | 4,65 | 1,05 | 0,23 | 14 131   |
| Paranhos                                                        | 31,37 | 23,41 | 22,64        | 10,17 | 5,18 | 1,17 | 0,37 | 21 742   |
| Ramalde                                                         | 39,51 | 23,57 | 17,91        | 8,27  | 4,83 | 0,92 | 0,24 | 17 250   |
| Porto                                                           | 34,69 | 23,70 | 20,31        | 9,89  | 4,98 | 1,10 | 0,29 | 115 682  |

#### Aldoar, Foz do Douro e Nevogilde
| Partido                 | Partido                        | Votos  | %               | +/-   |
| ----------------------- | ------------------------------ | ------ | --------------- | ----- |
|                         | O Nosso Partido é o Porto      | 8 039  | 50,04 / 100,00  | Novo  |
|                         | Partido Socialista             | 2 986  | 18,59 / 100,00  | 10,03 |
|                         | PSD-PPM-MPT                    | 2 667  | 16,60 / 100,00  | Novo  |
|                         | Coligação Democrática Unitária | 978    | 6,09 / 100,00   | 1,56  |
|                         | Bloco de Esquerda              | 585    | 3,64 / 100,00   | 2,71  |
|                         | Nuno Cardoso, Porto de Futuro  | 133    | 0,83 / 100,00   | Novo  |
|                         | Partido Trabalhista Português  | 24     | 0,15 / 100,00   | -     |
| Votos Inválidos         | Votos Inválidos                | 652    | 4,06 / 100,00   | 1,48  |
| Total                   | Total                          | 16 064 | 100,00 / 100,00 |       |
| Eleitorado/Participação | Eleitorado/Participação        | 26 140 | 61,45 / 100,00  | 3,28  |

#### Bonfim
| Partido                 | Partido                        | Votos  | %               | +/-   |
| ----------------------- | ------------------------------ | ------ | --------------- | ----- |
|                         | O Nosso Partido é o Porto      | 3 596  | 30,52 / 100,00  | Novo  |
|                         | PSD-PPM-MPT                    | 3 067  | 25,94 / 100,00  | Novo  |
|                         | Partido Socialista             | 2 486  | 21,03 / 100,00  | 10,36 |
|                         | Coligação Democrática Unitária | 1 244  | 10,52 / 100,00  | 0,44  |
|                         | Bloco de Esquerda              | 668    | 5,65 / 100,00   | 2,53  |
|                         | Nuno Cardoso, Porto de Futuro  | 114    | 0,96 / 100,00   | Novo  |
|                         | Partido Trabalhista Português  | 26     | 0,22 / 100,00   | -     |
| Votos Inválidos         | Votos Inválidos                | 621    | 5,25 / 100,00   | 2,53  |
| Total                   | Total                          | 11 822 | 100,00 / 100,00 |       |
| Eleitorado/Participação | Eleitorado/Participação        | 23 479 | 50,35 / 100,00  | 4,95  |

#### Campanhã
| Partido                 | Partido                        | Votos  | %               | +/-   |
| ----------------------- | ------------------------------ | ------ | --------------- | ----- |
|                         | Partido Socialista             | 5 487  | 34,89 / 100,00  | 11,00 |
|                         | PSD-PPM-MPT                    | 3 231  | 20,55 / 100,00  | Novo  |
|                         | O Nosso Partido é o Porto      | 3 058  | 19,45 / 100,00  | Novo  |
|                         | Coligação Democrática Unitária | 2 014  | 12,81 / 100,00  | 0,40  |
|                         | Bloco de Esquerda              | 684    | 4,35 / 100,00   | 3,14  |
|                         | Nuno Cardoso, Porto de Futuro  | 238    | 1,51 / 100,00   | Novo  |
|                         | Partido Trabalhista Português  | 59     | 0,38 / 100,00   | -     |
| Votos Inválidos         | Votos Inválidos                | 955    | 6,08 / 100,00   | 3,24  |
| Total                   | Total                          | 15 726 | 100,00 / 100,00 |       |
| Eleitorado/Participação | Eleitorado/Participação        | 30 398 | 51,73 / 100,00  | 3,21  |

#### Cedofeita, Santo Ildefonso, Sé, Miragaia, São Nicolau e Vitória
| Partido                 | Partido                        | Votos  | %               | +/-   |
| ----------------------- | ------------------------------ | ------ | --------------- | ----- |
|                         | O Nosso Partido é o Porto      | 6 044  | 31,90 / 100,00  | Novo  |
|                         | Partido Socialista             | 4 328  | 22,84 / 100,00  | 10,25 |
|                         | PSD-PPM-MPT                    | 4 024  | 21,24 / 100,00  | Novo  |
|                         | Coligação Democrática Unitária | 2 104  | 11,10 / 100,00  | 1,28  |
|                         | Bloco de Esquerda              | 1 207  | 6,37 / 100,00   | 1,79  |
|                         | Nuno Cardoso, Porto de Futuro  | 226    | 1,19 / 100,00   | Novo  |
|                         | Partido Trabalhista Português  | 67     | 0,35 / 100,00   | -     |
| Votos Inválidos         | Votos Inválidos                | 947    | 5,00 / 100,00   | 2,36  |
| Total                   | Total                          | 18 947 | 100,00 / 100,00 |       |
| Eleitorado/Participação | Eleitorado/Participação        | 40 454 | 46,84 / 100,00  | 5,67  |

#### Lordelo do Ouro e Massarelos
| Partido                 | Partido                        | Votos  | %               | +/-   |
| ----------------------- | ------------------------------ | ------ | --------------- | ----- |
|                         | O Nosso Partido é o Porto      | 5 762  | 40,78 / 100,00  | Novo  |
|                         | Partido Socialista             | 2 970  | 21,02 / 100,00  | 10,41 |
|                         | PSD-PPM-MPT                    | 2 494  | 17,65 / 100,00  | Novo  |
|                         | Coligação Democrática Unitária | 1 457  | 10,31 / 100,00  | 1,07  |
|                         | Bloco de Esquerda              | 657    | 4,65 / 100,00   | 2,12  |
|                         | Nuno Cardoso, Porto de Futuro  | 149    | 1,05 / 100,00   | Novo  |
|                         | Partido Trabalhista Português  | 32     | 0,23 / 100,00   | -     |
| Votos Inválidos         | Votos Inválidos                | 610    | 4,31 / 100,00   | 2,16  |
| Total                   | Total                          | 14 131 | 100,00 / 100,00 |       |
| Eleitorado/Participação | Eleitorado/Participação        | 25 030 | 56,46 / 100,00  | 3,35  |

#### Paranhos
| Partido                 | Partido                        | Votos  | %               | +/-  |
| ----------------------- | ------------------------------ | ------ | --------------- | ---- |
|                         | O Nosso Partido é o Porto      | 6 820  | 31,37 / 100,00  | Novo |
|                         | Partido Socialista             | 5 090  | 23,41 / 100,00  | 9,74 |
|                         | PSD-PPM-MPT                    | 4 922  | 22,64 / 100,00  | Novo |
|                         | Coligação Democrática Unitária | 2 212  | 10,17 / 100,00  | 0,83 |
|                         | Bloco de Esquerda              | 1 126  | 5,18 / 100,00   | 2,76 |
|                         | Nuno Cardoso, Porto de Futuro  | 254    | 1,17 / 100,00   | Novo |
|                         | Partido Trabalhista Português  | 80     | 0,37 / 100,00   | -    |
| Votos Inválidos         | Votos Inválidos                | 1 238  | 5,70 / 100,00   | 3,26 |
| Total                   | Total                          | 21 742 | 100,00 / 100,00 |      |
| Eleitorado/Participação | Eleitorado/Participação        | 41 596 | 52,27 / 100,00  | 5,43 |

#### Ramalde
| Partido                 | Partido                        | Votos  | %               | +/-  |
| ----------------------- | ------------------------------ | ------ | --------------- | ---- |
|                         | O Nosso Partido é o Porto      | 6 815  | 39,51 / 100,00  | Novo |
|                         | Partido Socialista             | 4 066  | 23,57 / 100,00  | 8,03 |
|                         | PSD-PPM-MPT                    | 3 090  | 17,91 / 100,00  | Novo |
|                         | Coligação Democrática Unitária | 1 427  | 8,27 / 100,00   | 1,67 |
|                         | Bloco de Esquerda              | 833    | 4,83 / 100,00   | 2,51 |
|                         | Nuno Cardoso, Porto de Futuro  | 158    | 0,92 / 100,00   | Novo |
|                         | Partido Trabalhista Português  | 42     | 0,24 / 100,00   | -    |
| Votos Inválidos         | Votos Inválidos                | 819    | 4,75 / 100,00   | 2,11 |
| Total                   | Total                          | 17 250 | 100,00 / 100,00 |      |
| Eleitorado/Participação | Eleitorado/Participação        | 32 852 | 52,51 / 100,00  | 3,70 |

### Juntas de Freguesia

#### Aldoar, Foz do Douro e Nevogilde
| Partido                 | Partido                        | Votos  | %               | Mandatos |
| ----------------------- | ------------------------------ | ------ | --------------- | -------- |
|                         | O Nosso Partido é o Porto      | 7 353  | 45,78 / 100,00  | 10 / 19  |
|                         | Partido Socialista             | 3 781  | 23,54 / 100,00  | 5 / 19   |
|                         | PSD-PPM-MPT                    | 2 853  | 17,76 / 100,00  | 3 / 19   |
|                         | Coligação Democrática Unitária | 883    | 5,50 / 100,00   | 1 / 19   |
|                         | Bloco de Esquerda              | 508    | 3,16 / 100,00   | 0 / 19   |
| Votos Inválidos         | Votos Inválidos                | 685    | 4,26 / 100,00   |          |
| Total                   | Total                          | 16 063 | 100,00 / 100,00 | 19 / 19  |
| Eleitorado/Participação | Eleitorado/Participação        | 26 140 | 61,45 / 100,00  |          |

#### Bonfim
| Partido                 | Partido                        | Votos  | %               | +/-  | Mandatos | +/-     |
| ----------------------- | ------------------------------ | ------ | --------------- | ---- | -------- | ------- |
|                         | O Nosso Partido é o Porto      | 3 369  | 28,50 / 100,00  | Novo | 6 / 19   | Novo    |
|                         | PSD-PPM-MPT                    | 3 178  | 26,89 / 100,00  | Novo | 5 / 19   | Novo    |
|                         | Partido Socialista             | 2 688  | 22,74 / 100,00  | 8,40 | 5 / 19   | 1       |
|                         | Coligação Democrática Unitária | 1 262  | 10,68 / 100,00  | 0,44 | 2 / 19   | Estável |
|                         | Bloco de Esquerda              | 644    | 5,45 / 100,00   | 2,05 | 1 / 19   | Estável |
| Votos Inválidos         | Votos Inválidos                | 679    | 5,75 / 100,00   | 2,32 |          |         |
| Total                   | Total                          | 11 820 | 100,00 / 100,00 |      | 19 / 19  |         |
| Eleitorado/Participação | Eleitorado/Participação        | 23 479 | 50,34 / 100,00  | 4,96 |          |         |

#### Campanhã
| Partido                 | Partido                        | Votos  | %               | +/-  | Mandatos | +/-     |
| ----------------------- | ------------------------------ | ------ | --------------- | ---- | -------- | ------- |
|                         | Partido Socialista             | 6 142  | 39,06 / 100,00  | 9,01 | 9 / 19   | 1       |
|                         | PSD-PPM-MPT                    | 3 139  | 19,96 / 100,00  | Novo | 4 / 19   | Novo    |
|                         | O Nosso Partido é o Porto      | 2 814  | 17,90 / 100,00  | Novo | 4 / 19   | Novo    |
|                         | Coligação Democrática Unitária | 1 987  | 12,64 / 100,00  | 0,11 | 2 / 19   | Estável |
|                         | Bloco de Esquerda              | 640    | 4,07 / 100,00   | 3,00 | 0 / 19   | 1       |
| Votos Inválidos         | Votos Inválidos                | 1 002  | 6,37 / 100,00   | 3,13 |          |         |
| Total                   | Total                          | 15 724 | 100,00 / 100,00 |      | 19 / 19  |         |
| Eleitorado/Participação | Eleitorado/Participação        | 30 398 | 51,73 / 100,00  | 3,21 |          |         |

#### Cedofeita, Santo Ildefonso, Sé, Miragaia, São Nicolau e Vitória
| Partido                 | Partido                        | Votos  | %               | Mandatos |
| ----------------------- | ------------------------------ | ------ | --------------- | -------- |
|                         | O Nosso Partido é o Porto      | 5 738  | 30,27 / 100,00  | 7 / 21   |
|                         | Partido Socialista             | 4 553  | 24,02 / 100,00  | 6 / 21   |
|                         | PSD-PPM-MPT                    | 4 086  | 21,56 / 100,00  | 5 / 21   |
|                         | Coligação Democrática Unitária | 2 192  | 11,56 / 100,00  | 2 / 21   |
|                         | Bloco de Esquerda              | 1 200  | 6,33 / 100,00   | 1 / 21   |
|                         | Partido Trabalhista Português  | 85     | 0,45 / 100,00   | 0 / 21   |
| Votos Inválidos         | Votos Inválidos                | 1 101  | 5,80 / 100,00   |          |
| Total                   | Total                          | 18 955 | 100,00 / 100,00 | 21 / 21  |
| Eleitorado/Participação | Eleitorado/Participação        | 40 454 | 46,86 / 100,00  |          |

#### Lordelo do Ouro e Massarelos
| Partido                 | Partido                        | Votos  | %               | Mandatos |
| ----------------------- | ------------------------------ | ------ | --------------- | -------- |
|                         | O Nosso Partido é o Porto      | 5 396  | 38,13 / 100,00  | 8 / 19   |
|                         | Partido Socialista             | 3 101  | 21,91 / 100,00  | 4 / 19   |
|                         | PSD-PPM-MPT                    | 2 863  | 20,23 / 100,00  | 4 / 19   |
|                         | Coligação Democrática Unitária | 1 512  | 10,68 / 100,00  | 2 / 19   |
|                         | Bloco de Esquerda              | 638    | 4,51 / 100,00   | 1 / 19   |
| Votos Inválidos         | Votos Inválidos                | 643    | 4,55 / 100,00   |          |
| Total                   | Total                          | 14 153 | 100,00 / 100,00 | 19 / 19  |
| Eleitorado/Participação | Eleitorado/Participação        | 25 030 | 56,54 / 100,00  |          |

#### Paranhos
| Partido                 | Partido                        | Votos  | %               | +/-  | Mandatos | +/-     |
| ----------------------- | ------------------------------ | ------ | --------------- | ---- | -------- | ------- |
|                         | PSD-PPM-MPT                    | 6 394  | 29,41 / 100,00  | Novo | 7 / 21   | Novo    |
|                         | O Nosso Partido é o Porto      | 5 702  | 26,22 / 100,00  | Novo | 6 / 21   | Novo    |
|                         | Partido Socialista             | 5 274  | 24,25 / 100,00  | 9,14 | 5 / 21   | 2       |
|                         | Coligação Democrática Unitária | 2 060  | 9,47 / 100,00   | 0,56 | 2 / 21   | Estável |
|                         | Bloco de Esquerda              | 1 018  | 4,68 / 100,00   | 2,78 | 1 / 21   | Estável |
| Votos Inválidos         | Votos Inválidos                | 1 296  | 5,96 / 100,00   | 2,78 |          |         |
| Total                   | Total                          | 21 744 | 100,00 / 100,00 |      | 21 / 21  |         |
| Eleitorado/Participação | Eleitorado/Participação        | 41 596 | 52,27 / 100,00  | 5,45 |          |         |

#### Ramalde
| Partido                 | Partido                        | Votos  | %               | +/-  | Mandatos | +/-     |
| ----------------------- | ------------------------------ | ------ | --------------- | ---- | -------- | ------- |
|                         | O Nosso Partido é o Porto      | 6 162  | 35,72 / 100,00  | Novo | 8 / 19   | Novo    |
|                         | Partido Socialista             | 4 486  | 26,01 / 100,00  | 7,99 | 5 / 19   | 2       |
|                         | PSD-PPM-MPT                    | 3 471  | 20,12 / 100,00  | Novo | 4 / 19   | Novo    |
|                         | Coligação Democrática Unitária | 1 370  | 7,94 / 100,00   | 0,21 | 1 / 19   | Estável |
|                         | Bloco de Esquerda              | 822    | 4,77 / 100,00   | 1,58 | 1 / 19   | Estável |
| Votos Inválidos         | Votos Inválidos                | 938    | 5,44 / 100,00   | 1,86 |          |         |
| Total                   | Total                          | 17 249 | 100,00 / 100,00 |      | 19 / 19  |         |
| Eleitorado/Participação | Eleitorado/Participação        | 32 852 | 52,51 / 100,00  | 3,70 |          |         |

#### Juntas antes e depois das Eleições
| Freguesia                                                       | 2009-2013   | 2009-2013          | 2009-2013      | 2013-2017 | 2013-2017                 | 2013-2017      |
| --------------------------------------------------------------- | ----------- | ------------------ | -------------- | --------- | ------------------------- | -------------- |
| Aldoar, Foz do Douro e Nevogilde                                | Não Existia | Não Existia        | Não Existia    |           | O Nosso Partido é o Porto | 45,78 / 100,00 |
| Bonfim                                                          |             | PSD-CDS            | 47,69 / 100,00 |           | O Nosso Partido é o Porto | 28,50 / 100,00 |
| Campanhã                                                        |             | Partido Socialista | 48,07 / 100,00 |           | Partido Socialista        | 39,06 / 100,00 |
| Cedofeita, Santo Ildefonso, Sé, Miragaia, São Nicolau e Vitória | Não Existia | Não Existia        | Não Existia    |           | O Nosso Partido é o Porto | 30,27 / 100,00 |
| Lordelo do Ouro e Massarelos                                    | Não Existia | Não Existia        | Não Existia    |           | O Nosso Partido é o Porto | 38,13 / 100,00 |
| Paranhos                                                        |             | PSD-CDS            | 45,94 / 100,00 |           | PSD-PPM-MPT               | 29,41 / 100,00 |
| Ramalde                                                         |             | PSD-CDS            | 47,92 / 100,00 |           | O Nosso Partido é o Porto | 35,72 / 100,00 |